# Agencia Tributaria de Cataluña

Logo de la Agencia.

La Agencia Tributaria de Cataluña (en catalán Agència Tributària de Catalunya) es un organismo de nueva creación, con funciones limitadas (antiguamente agencia anulada por el Tribunal Constitucional), que tiene previsto asumir la gestión, la recaudación, la liquidación y la inspección de todos los tributos propios de la Generalidad de Cataluña, y también, por delegación del Gobierno español, de los tributos nacionales cedidos totalmente a esta.
Su aplicación estaba suspendida desde septiembre de 2015 tras admitir el recurso del Gobierno. El 26 de julio de 2017, el Tribunal Constitucional declaró inconstitucional la Agencia, además de otras instituciones que se tenía planeadas poner en funcionamiento.